# اندیس مزرعه حاجی حسن
مزرعه حاجی حسن یک اندیس فلزی است که در حوالی شهر اردکان استان یزد قرار دارد و مادهٔ معدنی موجود در آن، مس است.